# John Ritter (Politiker)
John Ritter (* 6. Februar 1779 in Exeter, Luzerne County, Pennsylvania; † 24. November 1851 in Reading, Pennsylvania) war ein US-amerikanischer Politiker. Zwischen 1843 und 1847 vertrat er den Bundesstaat Pennsylvania im US-Repräsentantenhaus.

## Werdegang
John Ritter erhielt nur eine eingeschränkte Schulausbildung. Danach absolvierte er eine Lehre im Druckerhandwerk. Später schlug er als Mitglied der Demokratischen Partei eine politische Laufbahn ein. Im Jahr 1836 war er Mitglied eines Verfassungskonvents in Pennsylvania. Bei den Kongresswahlen des Jahres 1842 wurde er im neunten Wahlbezirk seines Staates in das US-Repräsentantenhaus in Washington, D.C. gewählt, wo er am 4. März 1843 sein neues Mandat antrat. Nach einer Wiederwahl konnte er bis zum 3. März 1847 zwei Legislaturperioden im Kongress absolvieren. Diese waren seit 1845 von den Ereignissen des Mexikanisch-Amerikanischen Krieges geprägt.
Im Jahr 1846 verzichtete John Ritter auf eine weitere Kandidatur. Nach dem Ende seiner Zeit im US-Repräsentantenhaus gab er in Reading die deutschsprachige Zeitung Adler heraus. Er starb am 24. November 1851 in Reading.